# L’Express
L’Express («Экспресс») — французский еженедельный информационно-политический журнал.
Был создан в 1953 году французским журналистом и политиком Жан-Жаком Серваном-Шрейбером, остававшимся его бессменным руководителем вплоть до 1970 года, по образцу американского журнала «Тайм». В то время журнал был умеренно левым, в настоящее же время его относят к правым.